# Era di Vendel

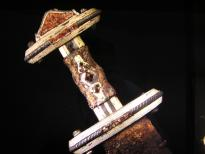
Spada dell'Era di Vendel proveniente da Valsgärde

L'Era di Vendel (550-793) è, nella storia della Svezia, la fase che collega l'Età delle migrazioni con l'epoca vichinga propriamente detta. Durante questo periodo, infatti, la società germanica della Scandinavia sviluppò i caratteri della società vichinga propriamente detta uscendo dalla sua fase preistorica/protostorica.
Durante l'Era di Vendel, le spedizioni svedesi cominciarono ad esplorare le vie d'acqua di quella che sarebbe diventata la Russia ed ebbero luogo le Guerre tra Sueoni e Geati descritte nel Beowulf.

## Contesto storico
Nel VI secolo, le migrazioni e gli sconvolgimenti in Europa centrale erano diminuiti, e due centri di potere erano apparsi nel continente: il regno dei Merovingi e i principati slavi in Europa orientale e nei Balcani; un terzo potere, la Chiesa cattolica, aveva cominciato ad espandere la sua influenza.
In Scandinavia, la società germanica organizzata in clan era ancora molto attiva.
 
In Uppland (Svezia centro-orientale), il villaggio di Gamla Uppsala ("Vecchia Uppsala", circa 4 chilometri a nord dell'attuale Uppsala) era probabilmente il centro della vita religiosa e politica, in quanto sede del famoso tempio pagano, di un bosco sacro e di grandi tumuli reali. Gamla Uppsala è infatti ricordata come la residenza dei re svedesi della leggendaria dinastia degli Ynglingar, poiché le più antiche fonti scandinave (es. Ynglingatal e Gutasaga) si riferiscono ai sovrani di Svezia come "Re a Uppsala".
C'erano frequenti contatti con l'Europa centrale, e gli Scandinavi continuarono ad esportare ferro, pellicce e schiavi; in cambio acquisirono abilità e innovazioni, come la staffa.

## Gli scavi archeologici
Nel triennio 1881-1883, l'archeologo Hjalmar Stolpe (1841-1905) rinvenne, nell'angolo sud-est del sito occupato dalla chiesa di Vendel 14 tombe, molte delle quali composte da navi funerarie lunghe fino a 9 metri riccamente fornite di corredi d'armi (tra cui alcune spade), elmi, scudi, calderoni, letti ed utensili vari. La similitudine tra i corredi rinvenuti a Vendel e quelli degli anglosassoni a Sutton Hoo gettò le basi per la successiva codifica della "Teoria di Vendel".

A Husby, vicino Vendel, venne esplorato, nel 1917, un tumulo noto ai locali come "Ottarshögen". All'interno del complesso vennero rinvenuti i resti di un guerriero che si suppose potesse essere Ohthere, il semi-leggendario re della casata dei Yngling/Scylfing citato, tra gli altri, nel Beowulf. Infine, negli anni venti, venne scoperto il ricco sito funebre di Valsgärde, tre chilometri a nord di Gamla Uppsala.

## La Società di Vendel
I ritrovamenti a Vendel Valsgärde mostrano che l'Uppland era un'area importante e potente, fatto confermato dalle saghe che parlano di un regno svedese. Alcune delle ricchezze furono probabilmente acquisite tramite il controllo di aree minerarie e l'estrazione di ferro.
 
I capi avevano truppe di cavalieri d'élite con costose armature; sono stati ritrovati tumuli di cavalieri con staffe e selle ornate con motivi di rapaci in bronzo dorato incastonato di pietre. Questi cavalieri d'élite sono menzionati nell'opera dello storico goto del VI secolo Giordane, che scrisse che gli Svedesi avevano i migliori cavalli dopo i Turingi. Ve ne sono tracce anche nelle più tarde saghe norrene, in cui re Adils (...-fine VI secolo) è sempre descritto mentre combatte a cavallo: sia contro Áli sia contro Hrólfr Kraki). Snorri Sturluson scrisse che Adils aveva i migliori cavalli del suo tempo.
I giochi erano popolari, come dimostrano i ritrovamenti di tavole da hnefatafl, pedoni e dadi.